# Liste der Biografien/Duj
Liste der Biografien |
Portal Biografien |
Personensuche
# |
A |
B |
C |
D |
E |
F |
G |
H |
I |
J |
K |
L |
M |
N |
O |
P |
Q |
R |
S |
T |
U |
V |
W |
X |
Y |
Z |
?
 
Da |
Db |
Dc |
Dd |
De |
Dg |
Dh |
Di |
Dj |
Dk |
Dl |
Dm |
Dn |
Do |
Dq |
Dr |
Ds |
Du |
Dv |
Dw |
Dy |
Dz
 
Dua |
Dub |
Duc |
Dud |
Due |
Duf |
Dug |
Duh |
Dui |
Duj |
Duk |
Dul |
Dum |
Dun |
Duo |
Dup |
Duq |
Dur |
Dus |
Dut |
Duu |
Duv |
Duw |
Dux |
Duy |
Duz
Die Liste der Biografien führt alle Personen auf, die in der deutschsprachigen Wikipedia einen Artikel haben. Dieses ist eine Teilliste mit 25 Einträgen von Personen, deren Namen mit den Buchstaben „Duj“ beginnt.

## Duj

### Duja
- Dujam II. Krčki († 1317), kroatischer Adeliger, Feldherr und Diplomat
- D’Ujanga, Simon (* 1953), ugandischer Ingenieur und Politiker
- Dujardin, Charlotte (* 1985), britische Dressurreiterin
- Dujardin, Édouard (1861–1949), französischer Schriftsteller
- Dujardin, Félix (1801–1860), französischer Naturforscher, Geologe und Zoologe
- Dujardin, Jean (* 1972), französischer Schauspieler und ComedianJean Dujardin (* 1972)

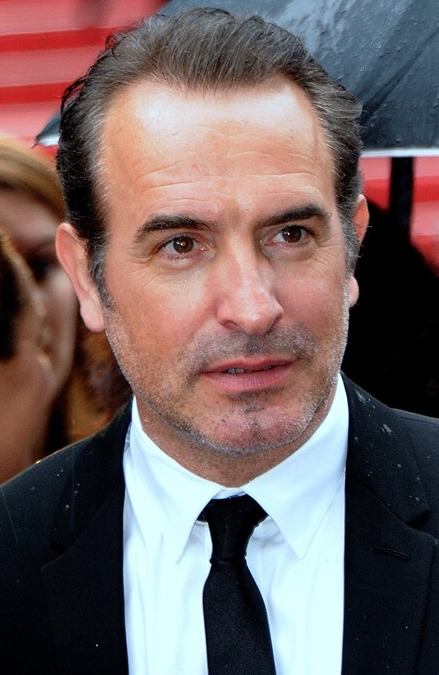
Jean Dujardin (* 1972)

- Dujardin, Karel (1622–1678), niederländischer Maler und Radierer
- Dujardin, Paul (1894–1959), französischer Wasserballspieler
- Dujardin, Quentin (* 1977), belgischer Jazz- und Weltmusiker (Gitarre, Komposition)
- Dujardin-Beaumetz, Étienne (1852–1913), französischer Maler

### Dujf
- Dujfan Iangsuwanpatema, thailändische Badmintonspielerin

### Duji
- Đujić, Momčilo (1907–1999), jugoslawischer serbisch-orthodoxer Priester, Führer serbischer Tschetniks im Zweiten Weltkrieg und Kriegsverbrecher
- Đujić, Nikša (* 1952), jugoslawischer Fußballspieler

### Dujk
- Dujković, Ratomir (* 1946), serbischer Fußballtrainer und ehemaliger Torhüter

### Dujm
- Dujmic, Hansi (1956–1988), österreichischer Musiker und Schauspieler
- Dujmov, Dragomir (* 1963), ungarischer Schriftsteller, Dichter und Übersetzer der serbischsprachigen Minderheit in Ungarn
- Dujmović, Tomislav (* 1981), kroatischer Fußballspieler
- Dujmovits, Julia (* 1987), österreichische Snowboarderin
- Dujmovits, Ralf (* 1961), deutscher Bergsteiger

### Dujo
- Dujourie, Lili (* 1941), belgische Künstlerin (Videokunst und Installation)
- Dujovne Ortiz, Alicia (* 1939), argentinische Journalistin und Schriftstellerin

### Dujs
- Dujshebaev, Alex (* 1992), spanischer Handballspieler
- Dujshebaev, Daniel (* 1997), spanischer Handballspieler
- Dujshebaev, Talant (* 1968), spanischer bzw. kirgisischer Handballspieler und -trainer
- Dujsik, Hans (1924–2003), österreichischer Textilfabrikant